# 陈村回族乡
陈村回族乡，是中华人民共和国河北省邯郸市邱县下辖的一个乡镇级行政单位。

## 行政区划
陈村回族乡下辖以下地区：
陈三村、陈一村、陈二村、陈四村和杨二庄村。